# Волжско-Каспийское нефтепромышленное и торговое общество

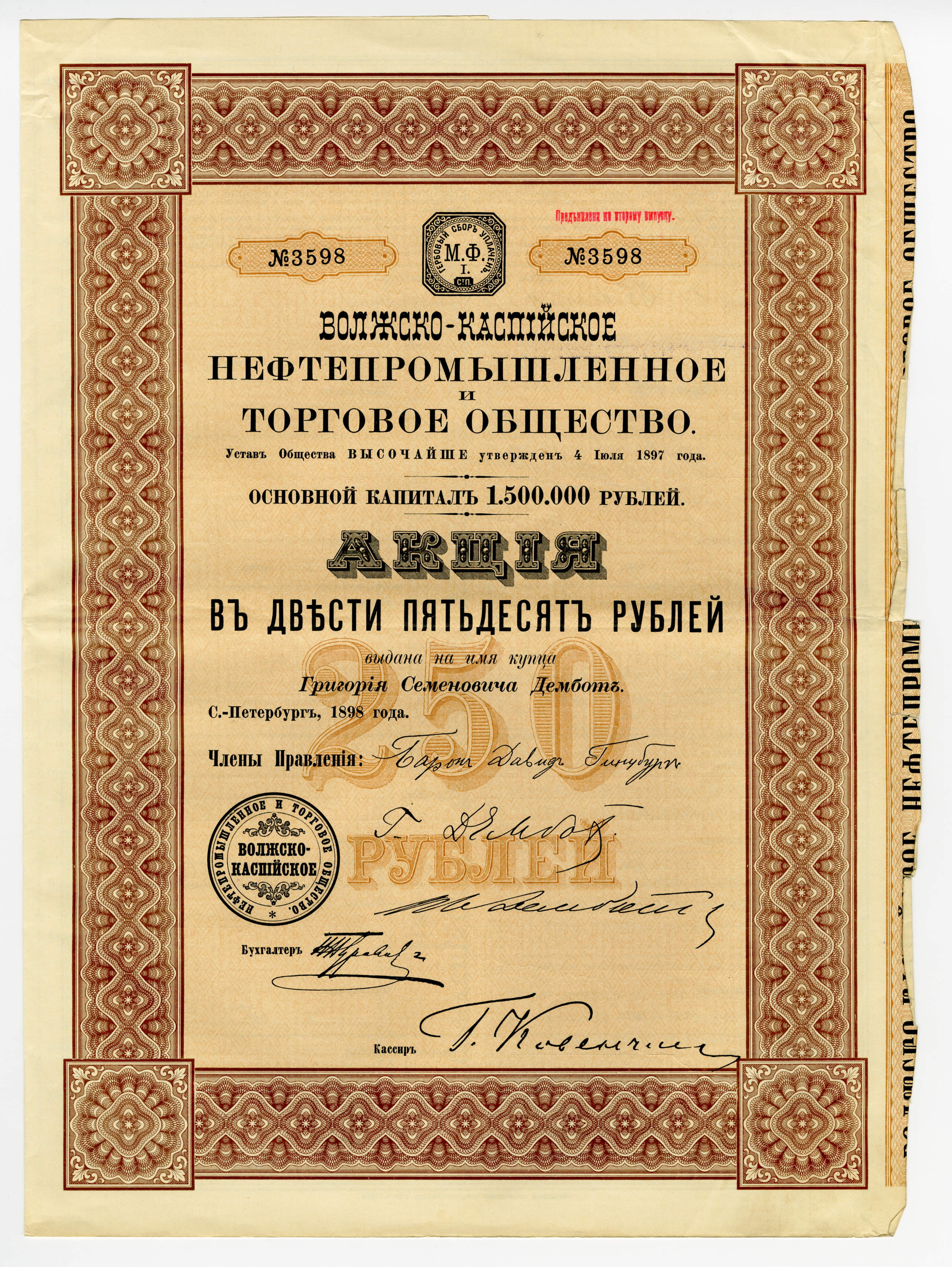
Акция общества на имя купца
Г. С. Дембота, 1898 г.

Волжско-Каспийское нефтепромышленное и торговое общество — акционерное общество, действовавшее в Российской империи с 1898 года.
Устав общества был высочайше утверждён 4 (16) июля 1897 года и опубликован в Собрании узаконений 23 сентября (5 октября) 1897 года.
Общество было создано «для содержания и развития действий принадлежащего братьям Г. С. и И. С. Демботам керосинового завода в Черном городе, близ г. Баку, а также для производства, вообще, нефтяного промысла на Кавказе и торговли нефтяными продуктами». Основной капитал общества определялся в 1 500 000 рублей, разделенных на 6 000 акций по 250 рублей каждая.
В составе учредителей общества и его директоров были Григорий Семёнович Дембот — нефтепромышленник, владелец торгово-промышленных предприятий и недвижимого имущества в Царицыне, и Иосиф Семёнович Дембот — купец.
Общество начало действовать 10 (22) марта 1898 года. Правление общества располагалось в Санкт-Петербурге: первоначально на Галерной улице в доме № 20, затем — на Большой Конюшенной улице в доме № 7.
В руководстве общества, наряду с предпринимателями Демботами, состояли лица, не имеющие большого предпринимательского опыта и соответствующей квалификации. Так,
председателем правления с 1898 по 1905 год являлся востоковед и общественный деятель барон Д. Г. Гинцбург. Одним из директоров с 1903 по 1905 год был коллежский асессор Давид Маркович Герценштейн — тюремный врач и литератор.
Санкт-Петербургская казённая палата неоднократно предъявляла претензии к обществу и его служащим по различным налогам и сборам.
В 1905 году по ходатайству кредиторов общества была учреждена администрация по его делам. В справочниках «Весь Петербург» сведения о местонахождении администрации общества (Большая Конюшенная ул., 7) были представлены с 1906 по 1908 год.
В Санкт-Петербургском (Петроградском) коммерческом суде дело о признании несостоятельности общества рассматривалось с 1909 по 1916 год, этот же суд рассматривал различные гражданские иски к обществу. Вопросы, связанные с несостоятельностью общества, в соответствии с их подсудностью рассматривались также в Санкт-Петербургском (Петроградском) окружном суде с 1912 по 1914 год.